# Тарасова Галина
Гали́на Тара́сова (* 1992) — українська дзюдоїстка.

## З життєпису
Народилась 1993 року. Представниця Запорізької області. Тренер — Брехов Євген Борисович.
Переможниця кубка Європи у Бухаресті-2017.
Бронзова призерка Гран-прі з дзюдо-2018 (Judo Grand Prix-Tunis) у категорії +78 кг.
2018 року на чемпіонаті Європи посіла 5-те місце.
Бронзова призерка чемпіонату України-2019.
2019 року на Європейських іграх в Мінську посіла 4-ту сходинку — зустрічалася з колишньою співвітчизницею Іриною Кіндзерською.
У вересні 2019 року в Запоріжжі взяла шлюб.
В січні 2020 визнана другою дзюдоїсткою країни за підсумками року.